# 那不勒斯 (佛罗里达州)
那不勒斯（英語：Naples）是美国佛罗里达州科利尔郡的一座城市，位于科利尔县东海岸，面积37.3平方公里，人口21653人（2007年）。截至 2020 年人口普查，人口為 19,115 人，低於 2010 年人口普查時的 19,539 人。那不勒斯建城于1880年代后期，因周边景色类似于意大利那不勒斯而得名。
那不勒斯在《美国新闻与世界报道》2024年发布的“美国最适合居住的城市”排名中位居榜首。 在SoFi发布的2024年“美国最适合退休的城市”排名中，那不勒斯名列第二。

## 人口
因是退休銀髮社區，該地65歲以上的人占此城市的百分之四十。在SoFi调查的200个“美国最适合退休的城市”中，那不勒斯有最高的平均寿命86.1歲。 